# Rudolf Zeitler

Rudolf Zeitler 1896

Rudolf Zeitler(* 12. Dezember 1864 in München; gestorben 13. April 1915 in Barwies, Tirol) war ein deutscher Jagdschriftsteller, Pharmazeut und Fremdsprachenkorrespondent.

## Herkunft und Familie
Er wurde als Sohn eines bayrischen Staatsbeamten geboren. Seit frühester Jugend war er begeisterter Jäger und Naturliebhaber.

## Karriere
Nach dem Besuch des Gymnasiums in München beabsichtigte er daher, Förster zu werden. Da zum gleichen Zeitpunkt sein Vater sehr früh starb, musste er von diesem Berufswunsch abstand nehmen und wurde Pharmazeut. Dieser Beruf traf aber nicht seine Begabungen, die stark in fremdsprachlichem um kaufmännischen Gebiet lagen. Er wurde daher Fremdsprachenkorrespondent für größere Firmen.

## Jagdschriftstellerei
Neben seinem Beruf widmete er sich verstärkt dem theoretischen Studium der Jagd und pachtete ein Revier, in dem er die praktische Jagdausübung erlernte. Er publizierte eine große Anzahl von Artikeln in deutschen und ausländischen Jagdzeitungen. Die passionierte Jagd und seine schriftstellerischen Fähigkeiten führten dazu, dass er später ausschließlich von der Jagdschriftstellerei lebte.
Um der Jagd und der Jagdschriftstellerei bequemer nachgehen zu können zog er aus München nach Tirol aufs Land. Zunächst nach Wildermieming und später nach Barwies, wo er auch starb.
Zeitler veröffentlichte zehn Jagdbücher. Diese zeichnen sich durch seine humorvolle Darstellung der ländlichen Bevölkerung und Jägerei in Tirol und Oberbayern aus. Seine Bücher geben einen tiefen Einblick in die Lebenswirklichkeit und das volkstümliche Leben des Alpenraums um die vorletzte Jahrhundertwende.
Seine wertvollen Fachartikel über die wissenschaftliche und praktische Seite der Jagd erschienenen in bekannten deutschen österreichischen und ausländischen Zeitschriften.

## Bücher
- Die Niederjagd in Versen München 1889.
- Jäger- und Wilderergeschichten aus Berg und Tal Berlin 1900.
- Jägerleben. Heiteres und Ernstes aus dem Jägerleben München 1903.
- Jagdgeschichten Reclam 1903.
- Der Vierzehnender und andere Jagdhumoresken München 1904.
- Weidmannsheil! München 1904.
- Wald-, Wild- und Jagdgeschichten Berlin 1905.
- Die Gamsbirsch und Anderes Wien 1905.
- Der "Gams-Vestl" München 1910.
- Lustige Jagdgeschichten München 1910.

## Zeitschriftenartikel
- Der allwissende Jager-Nazl Deutsche Alpen Zeitung. Wien; München; Zürich Jg./Nr. I/3, 1901, S. 17–18.
- Der "Geisterzigeuner" in der Holzerhütten Eine schauerliche Gespenstergeschichte aus dem Hochtouristenleben. Deutsche Alpen Zeitung. Wien; München; Zürich Jg./Nr. I/5, 1901, S. 18–20.
- Marteln und Inschriften Deutsche Alpen Zeitung. Wien; München; Zürich Jg./Nr. I/6, 1901, S. 10–12.
- Wia s' Feicht'nbauern Steffi drei Monat ei'g'spirrt ham, weil eahm s Schnack biss'n hot! Deutsche Alpen Zeitung. Wien; München; Zürich Jg./Nr. I/7, 1901, S. 17–18.
- Dös grösste Viech; 's Fluacha!; Alt-Mütterleins Totenwacht [Gedichte] Deutsche Alpen Zeitung. Wien; München; Zürich Jg./Nr. I/8, 1901, S. 13; 15; 20.
- Der Kropf-Wastl Deutsche Alpen Zeitung. Wien; München; Zürich Jg./Nr. I/10, 1901, S. 15.
- Schnadahüpfeln für Jaager und Bergsteiger Deutsche Alpen Zeitung. Wien; München; Zürich Jg./Nr. I/11, 1901, S. 16.
- Jager-Seppels zoologische Woche; Zwoarerlei Sunnta' [Gedichte] Deutsche Alpen Zeitung. Wien; München; Zürich Jg./Nr. I/12, 1901, S. 4; 13.
- Der "tote" Gamserer-Sepp [Gedicht] Deutsche Alpen Zeitung. m. Noten. Wien; München; Zürich Jg./Nr. I/16, 1901, S. 11.
- Der verheirat' Gamsbock [Gedicht] Deutsche Alpen Zeitung. m. Noten. Wien; München; Zürich Jg./Nr. I/17, 1901, S. 26.
- Da best' Docta [Gedicht] Deutsche Alpen Zeitung. Wien; München; Zürich Jg./Nr. I/19, 1901, S. 20.
- Zeit lassen [Novelle]; Verbotene Frucht [Gedicht]; Der dumme Wenzel und der gescheite Grimmbartl Deutsche Alpen Zeitung. Wien; München; Zürich Jg./Nr. I/20–21, 1901, S. 17–20; 24; 31–32.
- Der verliabte Jager. Ein Lied Deutsche Alpen Zeitung. Wien; München; Zürich Jg./Nr. I/22–23, 1901, S. 4.
- Der zertsreute Professor Deutsche Alpen Zeitung. Wien; München; Zürich Jg./Nr. I/34–35, 1902, S. 33–36.
- Der verhexte Misthaufen oder der geheilte Wilddieb Deutsche Alpen Zeitung. Wien; München; Zürich Jg./Nr. I/38–39, 1902, S. 34–36.
- Der Kinihasen-Dolpherl vo' d'r Nag'lschmied'n Deutsche Alpen Zeitung. Wien; München; Zürich Jg./Nr. I/28–29, 1902, S. 32–34.
- Cyclamen [Gedicht] Deutsche Alpen Zeitung. Wien; München; Zürich Jg./Nr. II/2, 1902, S. 60.
- An den Wald [Gedicht] Deutsche Alpen Zeitung. m. Noten. Wien; München; Zürich Jg./Nr. II/3, 1902, S. 96.
- Unrecht Gut gedeihet nicht! Deutsche Alpen Zeitung. Wien; München; Zürich Jg./Nr. II/4, 1902, S. 135–136.
- Des Waldes Erwachen [Gedicht] Deutsche Alpen Zeitung. m. Noten. Wien; München; Zürich Jg./Nr. II/6, 1902, S. 177.
- ’s Bergwetta [Gedicht] Deutsche Alpen Zeitung. Wien; München; Zürich Jg./Nr. II/11, 1902, S. 355.
- Der Armenseelen-Vorreiter Deutsche Alpen Zeitung. Wien; München; Zürich Jg./Nr. II/15, 1902, S. 78–80.
- Der erste Schnee Deutsche Alpen Zeitung. Wien; München; Zürich Jg./Nr. II/18, 1902, S. 161.
- Die Gamsphotographin Österreichische Alpenpost. 1904, S. 142.
- Die g'schwenzte Metten Innsbrucker Nachrichten. Jg./Nr. 294, 1904 (Weihnachtsbeilage), S. 23–24.